# دار العلوم زكريا
دار العلوم زكريا هي جامعة إسلامية - تقع في جوهانسبرغ في جنوب أفريقيا.
تأسست في عام 1983 م بأمر من الشيخ «محمد زكريا» - حيث زار جنوب أفريقيا وحث اتباعه على ان يؤسسوا دارا للعلوم تهتم بالدراسات الاسلامية وتعليم اللغة الاردية. مديرها الشيخ «شبير سالوجي» - وهو خريج جامعة العلوم الإسلامية في باكستان.